# Ronnie Henderson
Ronnie Henderson (Gulfport, Misisipi, 29 de marzo de 1974) es un exjugador de baloncesto estadounidense que disputó dos temporadas como profesional. Con 1,93 metros de estatura, jugaba en la posición de escolta. es primo del también exjugador Mahmoud Abdul-Rauf.

## Trayectoria deportiva

### Universidad
Tras disputar en su época de instituto el prestigioso McDonald's All-American Game, jugó tres temporadas con los Tigers de la Universidad Estatal de Luisiana, en las que promedió 20,3 puntos, 4,5 rebotes, 1,6 asistencias y 1,4 robos de balón por partido. Fue elegido en el segundo mejor quinteto de la Southeastern Conference en 1995 y en el mejor al año siguiente, siendo en ambar temporadas el máximo anotador de la conferencia.

### Profesional
Fue elegido en la quincuagésimo quinta posición del Draft de la NBA de 1996 por Washington Bullets, pero fue despedido antes del comienzo de la competición.  Jugó en Australia, en el Canberra Cannons y posteriormente en el equipo israelí del Maccabi Giv'at Shmuel, donde en dos partidos promedió 18,0 puntos y 7,0 rebotes por encuentro.
Al año siguiente jugó en el Asseco Prokom Gdynia polaco.